# 常州府文庙
常州府文庙位于中国江苏省常州市钟楼区西横街常州市第二中学校园内（原内子城内常州府署西侧），始建于五代，原在天禧桥东，宋太平兴国四年（979）迁至现址。
文庙布局原前庙后学，中轴线上依次为万仞宫墙、棂星门、泮池、大成门、大成殿（前有东西庑）、明伦堂和尊经阁。现仅存清光绪二年（1876）重建之大成门与明伦堂，此外于1993年重建尊经阁。大成门面阔五间两层，进深八檩，歇山顶，底层墙壁间嵌有吴宗达书《分置学田碑》、庄存与撰书《重修常州府学庙记》及白昂、薛敷政等明清书碑多块，明伦堂面阔三间，进深九檩。